# عشق نازی کمپ ۳۷
عشق نازی کمپ ۳۷ (انگلیسی: Nazi Love Camp 27) یک فیلم ایتالیایی به کارگردانی ماریو کائیانو است که در سال ۱۹۷۷ منتشر شد. از بازیگران این فیلم می‌توان به کریستیانا بورگی، سیرپا لین، مارگریتا هوروویتس و گلوریا پیه‌دیمونته اشاره نمود.
این فیلم دربارهٔ سودجویی‌های جنسی نازی‌ها در جریان جنگ جهانی دوم است و حاوی تصاویری هولناک و دراماتیک است و در آن چندین صحنهٔ پورنوگرافی هاردکور وجود دارد.